# Межводненский сельский совет
Межво́дненский се́льский сове́т (укр. Міжводненська сільська рада, крымскотат. Yarılğaç köy şurası, Ярылгъач кой шурасы) — согласно законодательству Украины — административно-территориальная единица в Черноморском районе Автономной Республики Крым.
Население по переписи 2001 года — 2888 человек.
К 2014 году сельсовет состоял из 5 сёл:
- Водопойное (Керлеут)
- Зайцево (Муссали)
- Межводное (Ярылгач)
- Новоульяновка
- Снежное (Карлав русский)

## История
Ярылгачский сельский совет был создан между 1926 и 1940 годом. Указом Президиума Верховного Совета РСФСР от 21 августа 1945 года он был переименован в Межводненский сельский совет.
С 25 июня 1946 года — в составе Крымской области РСФСР, а 26 апреля 1954 года Крымская область была передана из состава РСФСР в состав УССР. На 15 июня 1960 года в состав совета входили населённые пункты:

| - Багратионово - Владимировка - Внуково - Водопойное | - Вячеславка - Далёкое - Зайцево - Красная Поляна | - Малышовка - Межводное - Новоульяновка - Ромашкино | - Северное - Скали́стое - Снежное - Чайкино |

После образования 1 октября 1966 года Далёковского сельсовета к нему отошли Владимировка и Далёкое, ликвидировано Скалистое. К 1 января 1977 года выделен Краснополянский сельсовет (с сёлами Внуково и Красная Поляна, были упразднены Багратионово, Малышевка, Ромашкино и Чайкино, после 1977 года упразднены Вячеславка и Северное.
С 12 февраля 1991 года сельсовет в восстановленной Крымской АССР, 26 февраля 1992 года переименованной в Автономную Республику Крым. С 21 марта 2014 года в составе Крыма аннексирован Россией. Законом «Об установлении границ муниципальных образований и статусе муниципальных образований в Республике Крым» от 4 июня 2014 года территория административной единицы была объявлена муниципальным образованием со статусом сельского поселения.